# Cuda Polski
Cuda Polski – krajoznawcza seria wydawnicza Rudolfa Wegnera (Wydawnictwo Polskie) wydawana w latach 30. XX wieku w Poznaniu. Liczyła czternaście tomów i stanowiła prezentację miast i regionów II Rzeczypospolitej. Stanowiła cykl monografii z pogranicza literatury turystycznej, historii, geografii oraz innych dziedzin wiedzy i była starannie przygotowana edytorsko.

## Historia i charakterystyka
Cuda Polski były siódmym cyklem wydawniczym Wegnera. Graficznie serię zaprojektował Jan Bułhak. Poszczególne tomy miały format 21 × 16 cm, strony z szerokimi marginesami, stosunkowo dobrą jakość druku z wkomponowanymi fotografiami. Zdjęcia pochodziły ze zbiorów muzealnych oraz kolekcji prywatnych, przy czym Bułhak poprawiał jakościowo wypożyczone mu fotografie (część zdjęć wykonał sam Bułhak, zwłaszcza te, dotyczące Kresów). Materiał obrobiono techniką heliograwiury w Zakładach Graficznych Biblioteki Polskiej w Bydgoszczy. Druk odbywał się w Drukarni Św. Wojciecha, Drukarni Concordia, Rolniczej Drukarni w Poznaniu, jak również w bydgoskich Zakładach Graficznych. Typografia poszczególnych tomów miała jednolitą gamę kolorystyczną – łagodnie kremowemu odcieniu papieru odpowiadały druk i sepiowe, czasem grafitowe, fotografie. Wysokiej jakości papier był bezdrzewny, stosunkowo gruby, o praktycznie niewyczuwalnym żeberkowaniu. Okładki wykonano z kartonu. Część z nich była twarda, oklejana płótnem. Tytulatura i ozdobniki były tłoczone. Jedynym wielobarwnym akcentem były obwoluty, reprodukcje malarstwa, np. obwolutę „Huculszczyzny” zaprojektowano według dzieła Kazimierza Sichulskiego, „Tatr i Podhala” według Rafała Malczewskiego, a „Gdańska” według Jana Kilarskiego. Większą część projektów opracował Teodor Rożankowski. Obwoluty drukowały poznańska Drukarnia Św. Wojciecha albo Drukarnia Narodowa w Krakowie. Autorem map dla cyklu był pułkownik Tadeusz Rybotycki (zięć Wegnera).
Nakład tomów nie jest znany. Cena wynosiła 14 złotych z wydanie broszurowe i 20 złotych za wydanie w twardej oprawie. W końcu lat 30. XX wieku cenę za wydanie broszurowe podniesiono do 16 złotych.
Według Stanisława Wasylewskiego pierwowzorem serii mogła być Collection les Beaux Pays wydana przez Jules’a Reya w Grenoble w początku XX wieku, z tym że Wegner chciał przewyższyć edytorsko ten cykl. Wasylewski tak pisał o przygotowywaniu wydawnictwa: miałem sposobność śledzić w Poznaniu prace i wysiłek tego człowieka, gdy przygotowywał i wygrymaszał jedną ze swych najpopularniejszych kolekcji. [...] Każdy tom poświęcony Wielkopolsce, Warszawie, Lwowowi, czy morzu i Pomorzu przynosił zharmonizowaną monografię słowa z ilustracją. Ale – ileż wysiłków i zabiegów wymagała taka harmonizacja, jakiej współpracy podjąć się musieli fotograf, autor tekstu i wydawca, by ją osiągnąć. Najpierw w jednej oficynie odbijały się ilustracje, potem w drugiej przychodził na to tekst. Odpowiednio rozłożony i uzgodniony z materiałem obrazkowym.
Początkowo planowano dwadzieścia nienumerowanych i niedatowanych tomów (całokształt ziem polskich). Motto cyklu brzmiało: To Polska – to ojczyzna nasza. Do 1939 wydrukowano tylko czternaście tomów, a przygotowania do piętnastego („Wołyń”) zostały przerwane przez agresję niemiecko-sowiecką w 1939.
W 1944 wydano w Jerozolimie wznowienie „Lwowa” (wydawcą było Ministerstwo Wyznań Religijnych i Oświecenia), a w 1946 tamże wznowienie „Morza i Pomorza” (Wydawnictwo Kultury i Prasy Dowództwa Jednostek Wojskowych na Środkowym Wschodzie).
Po II wojnie światowej Tadeusz Rybotycki osiadł w Londynie, gdzie wydał w 1953 w Wydawnictwie Polskim – Rybitwa (Tern), którego był dyrektorem, tom „Puszcze polskie” (1953). Przedmowę do niego napisała Zofia Kossak-Szczucka. W latach 1955 i 1958 opublikował też tom „Między Niemnem a Dźwiną”.
Również po roku 1989 kilka wydawnictw, m.in. Ossolineum, czy PWN, podjęło się wydrukowania poszczególnych zeszytów serii, jednak w formie reprintów fotooffsetowych, które jakościowo nie dorównywały oryginałom Wegnera.
Marszałek Aleksander Prystor tak określił cele wydawnicze Wegnera: pod urokiem wielkiej przeszłości rodzi się nakaz budowy silnej przyszłości... Wytyczona w tym kierunku praca nie tylko pomnoży kulturę materialną, ale da jeszcze jeden, równie ważny pożytek, zbliży nas do sharmonizowania poszczególnych dzielnic, do ich wewnętrznego zespolenia, a tym samym do wzrostu potęgi narodu i państw. Wydawca miał niewątpliwie cele polityczne, próbował mianowicie upowszechnić ideały patriotyczne, wzrosłe w kręgach legionowych Józefa Piłsudskiego (Jerzy Remer zadedykował swój tom Piłsudskiemu).

Teraz jesteś, Warszawo, stolicą potężnego Państwa, i niech nikt nie próbuje sięgnąć po Twą koronę stołeczną, ni majestatu Twego niech nie próbuje lekceważyć (Aleksander Janowski).
Z powodów politycznych i patriotycznych wydawca nie traktował serii w pełni komercyjnie, dystrybuował je w części poza normalnym obrotem księgarskim, np. dla kręgów rządowych, czy ambasad, w celu darowania dyplomatom zagranicznym i promowania kraju. Tomy „Śląsk”, „Warszawa” i „Gdańsk” zamierzano wydać również w wersji anglojęzycznej.

## Krytyka
Władysław Krygowski, krajoznawca, który dobrze przyjął serię, napisał o tomie „Tatry i Podhale” następująco: objął autor historię od prawiecza po dziś, dolę i dzieje podhalańskiego ludu, dał obraz życia pasterskiego, naszkicował rozwój sztuki ludowej, zaznajomił wreszcie z podbojem Tatr [...] poetycki reportaż malarza o najpiękniejszym zabytku naszej ziemi pełen jest obrazów niezrównanych w plastyce, wyrazie i sile. „Huculszczyznę” opisał: wędrujemy poprzez legendę i teraźniejszość, przez mit i rzeczywistość Wierchowiny huculskiej, obcujemy z przyrodą, z którą bytowanie ludu zespoliło się tysiącem węzłów, oglądamy wreszcie codzienne, powszednie trudy surowego ludu, uczestniczymy w jego troskach, obrzędach, starodawnych nawykach. Całość wydawnictwa podsumował słowami: książki z cyklu [...] mają ustaloną sławę. Wiążąc dobrą treść z dobrą fotografią popularyzują piękno naszej ziemi i zarazem pogłębiają miłość do niej.
Według Aleksandry Chomiuk seria charakteryzuje się niejednorodnością ujęć poszczególnych obszarów II RP. Celem nadrzędnym wszystkich tomów jest chęć podporządkowania więzi lokalnych nadrzędnej ramie „ojczyzny ideologicznej”, w związku z tym o niektórych regionach (np. Polesiu) pisze się z punktu widzenia polskiego dyskursu hegemonialnego. W zeszytach o Wilnie i Lwowie autorzy wiązali w ramach opisywanych czasoprzestrzeni majestat heroicznej przeszłości ze współczesną polityczną idyllą. Cel unifikujący i państwowotwórczy akcentowano w tomach dotyczących Kaszub i Śląska. Według Chomiuk przykładami narzuconego z góry modelu rozwoju regionalnego były dwie inwestycje, opisywana w „Morzu i Pomorzu” budowa Gdyni oraz przywołany w tomie „Sandomierskie. Góry Świętokrzyskie” Centralny Okręg Przemysłowy. Zeszyty dotyczące Śląska, Pomorza i Wielkopolski przywoływały chętnie pamięć o dziejowych związkach ziem zachodnich z Polską. Ogólnie narracja krajoznawczo-turystyczna zostaje w toku całej serii niezwykle silnie związana z historyczno-polityczną. Silne jest podkreślanie motywów hydrologicznych, co było pokłosiem wpływowej w pierwszych dekadach XX wieku geopolitycznej teorii Eugeniusza Romera, która przypisywała kluczowe znaczenie w rozwoju państw rzekom, dorzeczom i otwartym akwenom. Białorusinów opisano jako wytwór patriotycznie nastrojone[go] polskie[go] ziemiaństw[a], [które] zaczęło uświadamiać ludności wiejskiej, mówiącej po rusku, jej odrębność od Rosji i kultury rosyjskiej. W tomach poświęconych Kresom wybrzmiewa wyraźnie postulat rozszerzenia państwa o kolejne ziemie (wyraźniejszy w stosunku do Wileńszczyzny). W przypadku Śląska, zamieszkałego częściowo przez Niemców, Gustaw Morcinek położył nacisk na poszukiwanie śladów polskości połączonej z pamięcią o Piastach. Germanizacja lub czechizacja Ślązaków były pomniejszane, a nawet negowane. Traktowano te przejawy jako rodzaj zdrady, czy kolaboracji.

## Charakterystyka poszczególnych tomów[1][4]
| Tom | Rok około | Tytuł                                                  | Autor                                                                    | Druk pierwszego wydania                            | Uwagi, kolejne wydania                                                    |
| --- | --------- | ------------------------------------------------------ | ------------------------------------------------------------------------ | -------------------------------------------------- | ------------------------------------------------------------------------- |
| 1   | 1925/1928 | Morze i Pomorze                                        | Jerzy Smoleński                                                          | Zakłady Graficzne Biblioteki Polskiej w Bydgoszczy | Uzupełnienie Wegnera około 1931/1932, Jerozolima 1946, Warszawa 1999      |
| 2   | 1930      | Warszawa                                               | Aleksander Janowski                                                      | Zakłady Graficzne Biblioteki Polskiej w Bydgoszczy | Poznań 1939 (?)                                                           |
| 3   | 1930      | Wielkopolska                                           | Jerzy Smoleński                                                          | Zakłady Graficzne Biblioteki Polskiej w Bydgoszczy | Poznań 1939 (?)                                                           |
| 4   | 1931      | Lwów                                                   | Stanisław Wasylewski                                                     | Drukarnia Św. Wojciecha w Poznaniu                 | Jerozolima 1944, Wrocław 1990, Warszawa 1995, 1996                        |
| 5   | 1933/1934 | Śląsk                                                  | Gustaw Morcinek, przedmowa Eugeniusz Kwiatkowski                         |                                                    |                                                                           |
|     | 1933/1934 | Silesia (ang.)                                         | Gustaw Morcinek, przedmowa Gustaw Orlicz-Dreszer, tłumaczenie Z.M. Arend |                                                    |                                                                           |
| 6   | 1934/1935 | Polesie                                                | Ferdynand Ossendowski                                                    | Zakłady Graficzne Biblioteki Polskiej w Bydgoszczy |                                                                           |
| 7   | 1934      | Wilno                                                  | Jerzy Remer                                                              | Zakłady Graficzne Biblioteki Polskiej w Bydgoszczy | fotografie tylko Jana Bułhaka, Wrocław 1990 (posłowie Edmund Małachowicz) |
| 8   | 1935      | Tatry i Podhale                                        | Rafał Malczewski                                                         | Zakłady Graficzne Biblioteki Polskiej w Bydgoszczy | Warszawa 1995                                                             |
| 9   | 1935/1936 | Puszcze polskie                                        | Ferdynand Ossendowski                                                    | Zakłady Graficzne Biblioteki Polskiej w Bydgoszczy | Londyn 1953, posłowie Zofia Kossak-Szczucka                               |
| 10  | 1936      | Huculszczyzna: Gorgany i Czarnohora                    | Ferdynand Ossendowski                                                    | Concordia                                          | Wrocław 1990, posłowie Roman Reinfuss                                     |
| 11  | 1937      | Gdańsk                                                 | Jan Kilarski                                                             | Zakłady Graficzne Biblioteki Polskiej w Bydgoszczy | Warszawa 1995                                                             |
| 12  | 1930/1938 | Sandomierskie – Góry Świętokrzyskie                    | Aleksander Patkowski, przedmowa Eugeniusz Kwiatkowski                    | Zakłady Graficzne Biblioteki Polskiej w Bydgoszczy |                                                                           |
| 13  | 1935/1938 | Między Niemnem a Dźwiną: ziemia wileńska i nowogrodzka | Tadeusz Łopalewski, przedmowa Aleksander Prystor                         | Zakłady Graficzne Biblioteki Polskiej w Bydgoszczy | Londyn 1954/1955, Londyn 1958, Kraków 1990                                |
| 14  | 1936/1939 | Karpaty i Podkarpacie                                  | Ferdynand Ossendowski                                                    | Concordia                                          | Warszawa 1999                                                             |